# Blissfield (Michigan)
Blissfield – wieś w Stanach Zjednoczonych, w stanie Michigan, w hrabstwie Lenawee.